# Godzilla (videogioco)
Godzilla (ゴジラくん 怪獣大行進?, Gojira-kun: Kaijū Daikōshin, lett. "Godzilla-kun: Grande marcia mostruosa") è un videogioco per Game Boy sviluppato dalla Compile. Il gioco è una conversione di un precedente titolo, uscito nel 1985 per MSX. Benché il videogioco sia stato pubblicato nel 1990 (1991 in Europa), molti dei mostri presenti nel videogioco sono della generazione shōwa, oltre a mostri della generazione heisei nella loro forma showa. La versione internazionale del titolo è leggermente differente da quella giapponese nel design dei personaggi.

## Trama
Nella storia del gioco, vari mostri che Godzilla aveva sconfitto in passato, hanno rapito suo figlio, Minilla e lo hanno nascosto all'interno di un labirinto. Godzilla dovrà combattere i mostri avversari e risolvere i rompicapo che si troverà di fronte, mentre è alla ricerca del figlio sull'interno del labirinto.

## Modalità di gioco

### Mostri presenti nel gioco
- Godzilla
- Minilla
- Baragon
- Mechagodzilla
- Hedorah
- Anguirus
- Rodan
- Ghidorah